# Francesco Bianchi
Francesco Bianchi (Cremona, 1752 – Hammersmith, 27 novembre 1810) è stato un compositore italiano.

## Biografia
Di umili origini, fu finanziato da un prete cremonese per studiare con il grande Jommelli in un conservatorio di Napoli. Nel 1773 esordì a Firenze con la sua prima opera, Il grande Cidde.
Tra il 1775 e il 1778 fu Maestro al Cembalo al Théatre-Italien a Parigi. Nel 1776 si guadagnò il titolo di membro dell'Accademia Filarmonica di Bologna.
Concorse nel 1779 per la carica di maestro di cappella del Duomo di Milano, ma fu battuto da Sarti. Rimase comunque vice-maestro di cappella dal 1782 al 1793.
Divenne poi organista nella Basilica di San Marco a Venezia dal 1785 al 1791 e successivamente dal 1793 al 1797. Fu durante gli anni '80 che Francesco Bianchi compose i suoi 4 oratori (Gioas, Agar, Abramo, Isacco).
Nel 1780 venne rappresentata, con grande successo, a Firenze l'opera Castore e Polluce.
Nel 1784 compose l'opera seria su libretto di Benincasa Il Disertor Francese che riscosse molto successo ma anche molte perplessità dovute alla satira politica del libretto.
In occasione della rappresentazione viennese della Villanella rapita, avvenuta il 28 novembre 1785, Mozart scrisse, su invito di Cesare Coltellini, un terzetto ed un quartetto da inserire nell'opera, che sono entrati a far parte ormai della Villanella.
Il 26 dicembre 1792 venne rappresentata al Teatro La Fenice di Venezia la sua opera Tarare, forse la sua opera di maggior successo, assieme alla Vendetta di Nino, o sia Semiramide che ebbe 41 repliche in sole 6 stagioni. Approdato sulla scena londinese con quest'ultima opera nel 1794, compose nel periodo 1795 - 1802 ben 14 nuove opere per il King's Theatre, molte delle quali su libretto di Lorenzo Da Ponte, che il Bianchi conosceva dal 1789.
Dal 1798 al 1800 fu anche direttore dei teatri di Dublino. Tra il 1802 e il 1807 viaggiò attraverso mezza Europa (in particolare a Londra e Parigi) e compose altre 20 opere. Dominò per quasi tutto questo periodo la produzione di opere comiche in Francia, tanto che il giornale parigino Courrier des Spectacles così si espresse a proposito di un suo lavoro teatrale del 1804: Questa nuova produzione del celebre Francesco Bianchi sarà molto acclamata per parecchio tempo, e non ho dubbi che nei teatri delle province si farà a gara per metter su l'opera. Tra le sue attività non mancò anche quella di insegnante di musica e tra i suoi allievi vi fu anche Caterino Cavos.
Il Morning Chronicle e il Gentleman's Magazine riportarono nel novembre 1810 la notizia del suicidio di Francesco Bianchi nella sua casa di Hammersmith, presso Londra. La morte dell'unica figlia Caroline Nelson, avvenuta prematuramente, all'età di soli cinque anni, il 28 giugno del 1807, aveva probabilmente lasciato nel cuore del musicista un peso ormai divenuto insopportabile.

## Retaggio
Nel 1815 la sua opera Il Consiglio Imprudente (su libretto di Lorenzo Da Ponte) fu ancora rappresentata a Londra; nel 1816 La Villanella Rapita venne replicata al Teatro alla Scala di Milano e si hanno notizie di rappresentazioni di opere di Bianchi fino al 1833.
Nella produzione del compositore cremonese si possono annoverare quasi 70 opere liriche (tutte rappresentate in vita), quattro oratori, musica da camera, messe, mottetti, e un requiem (quest'ultimo eseguito nell'ambito della XI edizione del Festival Lodoviciano di Viadana dall'Orchestra Barocca di Cremona diretta da Giovanni Battista Columbro). Il suo stile getta un ponte verso l'Ottocento, avvicinandosi talora a quello di Rossini e Bellini.
Da rilevare che, nonostante il successo ottenuto da Bianchi durante la sua vita, F.J. Haydn si espresse in giudizi decisamente negativi nei confronti dei suoi lavori, nonostante in alcune sue opere sembra che Haydn si ispirò proprio ai lavori di Bianchi.

## Opere
L'elenco delle opere di Francesco Bianchi è stato elaborato confrontando i dati contenuti nel Grove Dictionary e quelli reperibili sul sito internet www.amadeusonline.net.

### Opere teatrali
- Il gran Cidde, dramma per musica (opera seria) in 3 atti (27 gennaio 1773, Firenze, Teatro della Pergola)
- Demetrio dramma per musica (opera seria) in 3 atti (carnevale 1774, Cremona)
- Eurione, dramma per musica (opera seria) in 3 atti (25 maggio 1775, Pavia, Teatro Teatro Quattro Signori dei Quattro Cavalieri)
- La réduction de Parigi, dramma lirico (opera serio-comica) in 3 atti (30 settembre 1775, Parigi, Théâtre des Italiens)
- Le mort marié , opera comica (commedia "mêlée d'ariettes") in 2 atti (25 ottobre 1776, Fontainebleau, Théâtre Royal de la Cour)
- Castore e Polluce, dramma serio per musica (1° versione) in 4 atti (10 gennaio 1779, Firenze, Teatro della Pergola) [seconda versione in 3 atti rappresentata l'8 settembre 1779]
- Erifile, dramma per musica (opera seria) in 3 atti (29 gennaio 1779, Firenze, Teatro della Pergola)
- L'innocenza perseguitata, opera buffa in 3 atti (carnevale 1779, Roma, Teatro delle Dame)
- "Il Demetrio", dramma per musica in 2 atti e 26 scene (3 gennaio 1780, Venezia, Teatro (Gallo) San Benedetto)
- Arbace, dramma per musica (opera seria) in 3 atti (20 gennaio 1781, Napoli, Real Teatro di San Carlo con Luigi Marchesi)
- Venere e Adone, azione teatrale in 2 atti (14 settembre 1781, Firenze, Teatro della Pergola)
- La Zemira, dramma per musica (opera seria, 1° versione) in 2 atti (4 novembre 1781, Napoli, Real Teatro di San Carlo) [revisione: Padova 1786]
- L'Olimpiade, dramma per musica (opera seria) in 3 atti, libretto di Pietro Metastasio (26 dicembre 1781, Milano, Teatro alla Scala)
- Il trionfo della pace, dramma (festa teatrale) per musica in 2 atti (16 aprile 1782, Torino, Teatro Regio)
- La Zulima, dramma per musica (opera seria) in 3 atti (4 novembre 1782, Napoli, Real Teatro di San Carlo con Domenico Bruni (cantante))
- Medonte, dramma per musica (opera seria) in 2 atti (14 novembre 1782, Londra, King’s Theater in the Haymarket)
- L'astrologa, opera buffa in 3 atti (dicembre 1782, Napoli, Teatro del Fondo)
- Piramo e Tisbe, dramma per musica in 3 atti e 32 scene (7 gennaio 1783, Venezia, Teatro La Fenice)
- Briseide, dramma per musica (opera seria) in 3 atti (27 dicembre 1783, Teatro Regio di Torino) con Giacomo David e Brigida Giorgi Banti
- Aspardi, principe di Battriano, dramma per musica (opera seria) in 3 atti (carnevale 1784, Roma, Teatro delle Dame)
- Cajo Mario, dramma per musica (opera seria) in 3 atti (30 maggio 1784, Napoli, Real Teatro di San Carlo) con Giacomo David
- La villanella rapita, dramma giocoso per musica (opera comica) in 2 atti (29 agosto 1784, Süttör, Eszterháza Theater[5].) [ ripresa il 28 novembre 1785, Vienna, presso il Burgtheater (Kaiserl.-Königl.-Nat.-Hoftheater bei der Hofburg), col terzetto vocale "Mandina amabile" K 480 e il quartetto vocale "Dite almeno in che mancai?" K 479 di Wolfgang Amadeus Mozart con Celeste Coltellini - rappresentata inoltre con il titolo de Le gelosie di Pippo a Lisbona nel 1796]
- La finta principessa, opera buffa in 2 atti (autunno 1784, Bologna, Teatro Formagliari)
- Il disertore francese, dramma per musica (opera seria) in 3 atti e 34 scene (26 dicembre 1784, Venezia, Teatro (Gallo) San Benedetto)
- Alessandro nell'Indie, dramma per musica (opera seria) in 3 atti e 36 scene (28 gennaio 1785, Venezia, Teatro (Gallo) San Benedetto)
- La stravagante inglese, opera buffa in 2 atti (autunno 1785, Venezia, Teatro San Moisè)
- Le villanelle astute , opera comica (dramma giocoso) in 2 atti (carnevale 1786, Venezia, Teatro San Samuele)
- Alonso e Cora, dramma per musica (opera seria) in 3 atti e 24 scene (7 febbraio 1786, Venezia, Teatro (Gallo) San Benedetto)
- Mesenzio, re d'Etruria, dramma per musica (opera seria) in 2 atti (4 novembre 1786, Napoli, Real Teatro San Carlo con Giacomo David)
- L'orfano cinese, dramma per musica (opera seria) in 3 atti e 29 scene (30 gennaio 1787, Venezia, Teatro (Gallo) San Benedetto)
- Artaserse, dramma per musica (opera seria) in 3 atti (11 giugno 1787, Padova, Teatro Nuovo)
- Pizzarro, dramma per musica (opera seria) in 3 atti (estate 1787, Brescia, Accademia degli Erranti)
- Scipione Africano, dramma per musica (opera seria) in 3 atti (13 agosto 1787 Napoli, Real Teatro di San Carlo con Girolamo Crescentini e Giacomo David)
- Il ritratto, opera buffa in 2 atti (autunno 1787, Napoli, Teatro del Fondo)
- Calto, dramma per musica (opera seria) in 3 atti e 23 scene (23 gennaio 1788, Venezia, Teatro (Venier) San Benedetto)
- La morte di Cesare, dramma serio per musica in 2 atti e 29 scene di Francesco Bianchi (27 dicembre 1788, Venezia, Teatro (Grimani) San Samuele)
- La fedeltà tra le selve, opera buffa in 2 atti (carnevale 1789, Roma, Teatro Capranica) [comprende 4 arie di Valentino Fioravanti]
- Nitteti, dramma per musica (opera seria) in 3 atti, libretto di Pietro Metastasio (20 aprile 1789, Milano, Teatro alla Scala con Teresa Saporiti)
- Daliso e Delmita, dramma per musica (opera seria) in 2 atti (12 giugno 1789, Padova, Teatro Nuovo)
- Il finto astrologo, opera buffa in 2 atti (carnevale 1790, Roma, Teatro Capranica)
- L'Arminio, dramma per musica (opera seria) in 3 atti (6 settembre 1790, Firenze, Teatro della Pergola)
- La vendetta di Nino, o sia Semiramide, dramma per musica (opera seria, 1° versione) in 3 atti (12 novembre 1790, Napoli, Real Teatro San Carlo con Brigida Giorgi Banti) [seconda versione in 2 atti, 1794, Londra, King's Theater in the Haymarket]
- Caio Ostilio, dramma per musica (opera seria) in 2 atti (carnevale 1791, Roma, Teatro Argentina)
- La dama bizzarra, opera buffa in 2 atti (carnevale 1791, Roma, Teatro Capranica)
- Deifile, azione scenica in 2 atti (marzo 1791, Venezia, Palazzo Brünner)
- La sposa in equivoco, opera buffa in 2 atti (autunno 1791, Venezia, Teatro San Moisè)
- Seleuco, re di Siria, dramma per musica (opera seria) in 3 atti e 29 scene (26 dicembre 1791, Venezia, Teatro (Venier) San Benedetto)
- Aci e Galatea, dramma per musica (opera seria) in 2 atti e 28 scene (13 ottobre 1792, Venezia, Teatro (Venier) San Benedetto) [revisione, 1795, Londra, King's Theater in the Haymarket]
- Tarara, o sia La virtù premiata , dramma per musica (opera seria) in 3 atti e 30 scene (26 dicembre 1792, Venezia, Teatro La Fenice)
- Il cinese in Italia, opera buffa in 2 atti (autunno 1793, Venezia, Teatro San Moisè) [rappresentata con il titolo de  L'olandese in Venezia  a Torino nel 1794]
- La secchia rapita, opera comica (buffa) in 2 atti (13 febbraio 1794, Venezia, Teatro (Grimani) San Samuele) [revisione 1796, Milano, con un nuovo atto di Zingarelli]
- Ines de Castro, dramma serio per musica (opera seria, 1° versione) in 3 atti (30 maggio 1794, Napoli, Real Teatro di San Carlo) [(seconda versione in 3 atti e 35 scene, 14 ottobre 1795, Venezia, Teatro (Venier) San Benedetto]
- La capricciosa ravveduta, opera buffa in 2 atti (autunno 1794, Venezia, Teatro San Moisè)
- Antigona, opera seria (1° versione) in 2 atti (24 maggio 1796, Londra, King's Theater in the Haymarket)
- Il consiglio imprudente, opera comica (buffa) in 1 atto (20 dicembre 1796, Londra, King's Theater in the Haymarket)
- Le nozze del Tamigi e Bellona, cantata in 1 atto (11 marzo 1797, Londra, King's Theater in the Haymarket)
- Merope, dramma per musica (opera seria) in 2 atti (10 giugno 1797, Londra, King's Theater in the Haymarket)
- Cinna, dramma per musica (opera seria) in 3 atti (20 febbraio 1798, Londra King's Theater in the Haymarket)
- Alzira, dramma per musica (opera seria) in 2 atti di Francesco Bianchi (28 febbraio 1801, Londra, King's Theater in the Haymarket)
- La morte di Cleopatra, dramma per musica (opera seria) in 2 atti (30 aprile 1801 Londra, King's Theater in the Haymarket)
- Armida, dramma per musica (opera seria) in 2 atti (1º giugno 1802, Londra, King's Theater in the Haymarket)
- L'avaro, opera comica (intermezzo) in 2 atti (30 marzo 1804, Parigi, Théâtre des Italiens)
- Blaisot et Pasquin, opera comica in 1 atto (9 aprile 1804, Parigi, Théâtre Montansier (Salle de l'Opéra Bouffe))
- Le Maître de chapelle, opera comica (3 maggio 1804 Parigi, Théâtre des ItaliensI)
- Corali, ou La Lanterne magique , opera comica in 1 atto (7 luglio 1804, Parigi, Théâtre Molière)
- L'Eau et le feu, ou Le Gascon à l'épreuve, opera comica in 1 atto di Francesco Bianchi [10 agosto 1804, Parigi, Théâtre Montansier-Variétés (Variétés-Montansier, galeries du Palais-Royal)]
- Le Contrat signé d'avance, ou Laquelle est ma femme? opera comica in 1 atto (29 settembre 1804, Parigi, Théâtre Molière)
- Le Gascon, gascon malgré lui, opera comica in 1 atto (17 novembre 1804, Parigi, Théâtre Molière)
- Amour et coquetterie, opera comica in 1 atto (7 gennaio 1806, Parigi, Théâtre des Jeunes-Élèves )
- Le Livre des destins, opera comica in 1 atto (2 febbraio 1806, Parigi, Théâtre des Jeunes-Élèves)
- La Famille venitienne, ou Le Château d'Orseno, opera comica in 3 atti (7 maggio 1806, Parigi, Théâtre des Jeunes-Artistes (rue de Bondy))
- Monsieur Jugolo, ou Les Chercheurs, opera comica in 1 atto (22 maggio 1806, Parigi, Théâtre des Jeunes-Élèves)
- Le Château mystérieux ou Le Crime commis et vengé, opera comica in 3 atti (12 luglio 1806, Parigi, Théâtre des Jeunes-Élèves)
- Le Triomphe d'Alcide à Athènes, dramma eroico in 2 atti (settembre 1806, Parigi, Théâtre Molière)
- La Soeur officieuse, ou Adresse et mensonge, opera comica in 1 atto (18 ottobre 1806, Parigi, Théâtre des Jeunes-Élèves)
- Almeria, ou L'Écossaise fugitive, opera comica in 3 atti (8 dicembre 1806, Parigi, Théâtre des Jeunes-Élèves)
- Les Illustres infortunés, ou La Souveraine vindicative, opera comica in 3 atti (8 gennaio 1807, Parigi, Théâtre des Jeunes-Élèves)
- Le Pied de boeuf et la queue du chat, melodramma fiabesco-comico in 3 atti (9 giugno 1807, Parigi, Théâtre des Jeunes-Artistes (rue de Bondy))

### Opere teatrali incerte
- Mitridate (1781, Genova)
- Attalo, re di Bitinia (1783, Venezia)
- Demofoonte (1783, Venezia)
- La caccia di Enrico IV (1784, Venezia)
- Il barone a forza (1785, Roma)
- Li sponsi in commedia (1785, Venezia)
- Il nuovo Don Chischiotte (1788, Voltri)
- Il gatto (1789, Brescia)
- La calamità dei cuori (1789, Padova)
- Il difensore (1793-4, Vienna)
- Zenobia (1797, Londra)
- Telemaco (v. 1800, Cremona)
- Vonima e Mitridate (1803, Venezia)

### Oratori
1. Gioas, re di Giuda
2. Agar
3. Abramo
4. Isacco

### Composizioni religiose
- Domine ad adiuvandum, 2 agosto 1773, Cremona
- Converte Domine, 10 maggio 1979, Milano, Cattedrale Metropolitana
- Exalta Domine, 10 maggio 1979, Milano, Cattedrale Metropolitana
- Deus noster refugium con Gloria patri, 10 maggio 1979, Milano, Cattedrale Metropolitana